# Meleagro de Gadara
Meleagro de Gadara (em grego clássico: Μελέαγρος Meleagros; fl. século I a.C.) foi um poeta e compilador de epigramas. Escreveu alguma prosa satírica, hoje perdida, e poesia de teor sensual, da qual restam 134 epigramas.

## Vida

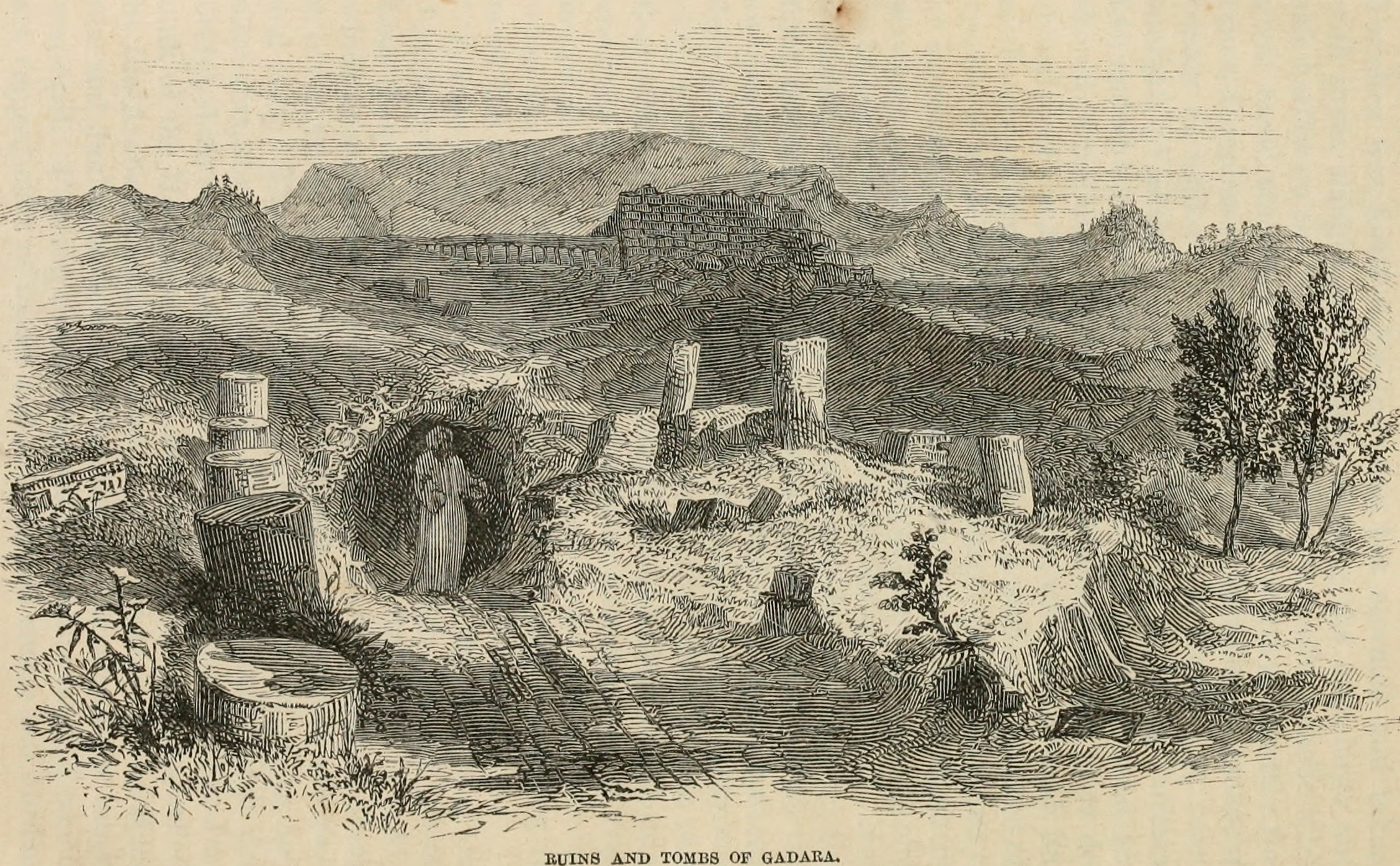
Vista das ruínas e tumbas de Gadara (1864)

Meleagro era filho de Eucrates, nascido na cidade de Gadara — atualmente Umm Qais, na Jordânia — que então fazia parte do Reino Hasmoniano, naquela época uma comunidade parcialmente helenizada, conhecida pela “contribuição notável à cultura grega”. Ele foi educado em Tiro e passou a fase final de sua vida em Cos, onde morreu em idade avançada, possivelmente aos 70 anos. Em poemas autobiográficos curtos, Meleagro demonstrou orgulho por sua terra natal e também se identificou como cosmopolita, sendo “ático” (isto é, helenístico) e sírio, além de louvar Tiro por tê-lo “feito homem” e Cos por cuidar dele na velhice.
O escoliasta do manuscrito Palatino da Antologia Grega afirma que ele floresceu durante o reinado de Seleuco VI Epifânio (95–93 a.C.). A data máxima de sua compilação para a Antologia deve ser 60 a.C., já que ela não incluiu Filodemo de Gadara, embora editores posteriores tenham acrescentado trinta e quatro epigramas.
Alguns escritores o incluíram entre os cínicos, e segundo o historiador Benjamin Isaac, a crença de Meleagro de que “todos os homens são iguais e compatriotas” corrobora essa visão, pois alguns cínicos já sustentavam essa concepção de mundo possivelmente desde o século V a.C. Assim como seu compatriota Menipo, Meleagro escreveu textos chamados spoudogeloia (grego no singular: σπουδογέλοιος), ensaios em prosa de tom satírico que popularizavam a filosofia mediante ilustrações humorísticas. Esses escritos se perderam. A fama de Meleagro se apoia firmemente nos cento e trinta e quatro epigramas de sua autoria, incluídos em sua antologia. Os manuscritos da Antologia Grega são a única fonte desses epigramas.

## A Coroade Meleagro
Meleagro é célebre por sua antologia de poesia intitulada A Coroa (em grego: Στέφανος). Polemon de Ílio e outros compilaram inscrições monumentais ou poemas sobre temas específicos anteriormente, mas Meleagro foi o primeiro a fazê-lo de forma abrangente. Ele reuniu epigramas de 46 poetas gregos, de cada período lírico até o seu. O título fazia referência à comparação comum de pequenos e belos poemas a flores, e na introdução de sua obra, Meleagro associou nomes de flores, arbustos e ervas — como emblemas — aos nomes dos diversos poetas. A Coroa em si só sobreviveu como uma das raízes componentes originais da Antologia Grega.

## Poesia
A poesia de Meleagro tem foco em experiências e emoções pessoais, frequentemente relacionadas ao amor e seus dissabores. Ele costuma descrever a si mesmo não como um amante ativo, mas como alguém impactado pela beleza de uma mulher ou de um jovem. Eis um exemplo:

O cálice de vinho rejubila: o doce lábio de Zenophile

Ele se orgulha de ter tocado, quando ela se inclinou para sorver.

Feliz cálice de vinho! Quem me dera, de lábios unidos aos meus,

Toda minha alma ela bebesse, de um trago, como vinho.

### Textos e traduções
- The Greek Anthology I (Loeb Classical Library) W. R. Paton (1916) Cambridge MA: Harvard University Press; London: Heinemann) [Texto grego original com traduções em inglês em páginas opostas]
- Select Epigrams from the Greek Anthology. J. W. Mackail (1890) Longmans, Green & Co. [Traduções em inglês]
- The Greek Anthology. Charles Neaves (1874) Nova York: John B. Alden [Traduções em inglês e comentários]